# The Oxford and Cambridge University Boat Race
The Oxford and Cambridge University Boat Race ist ein britischer Kurzfilm aus dem Jahre 1895. Regie führte Birt Acres. Der Film wurde beim Boat Race am 30. März 1895 gedreht und war der erste Film, der in Großbritannien außerhalb Londons kommerziell vertrieben wurde. Er feierte seine Premiere in der Town Hall von Cardiff am 5. Mai 1896.
Der Film zeigt einen Ausschnitt des „Boat Race“, einer Ruderregatta, die jährlich zwischen den Universitäten Oxford und Cambridge ausgetragen wird.